# Arroyo Piedras Blancas (Argentina)
El arroyo Piedra Blanca es un arroyo ubicado en el centro de la Argentina, en el límite entre las provincias de San Luis y Córdoba. Se trata de un pequeño curso de agua que fluye en dirección este-oeste, con un promedio de medio metro de anchura y 30 centímetros de profundidad, que transcurre entre un gran cauce de aproximadamente 5 metros de ancho, formado principalmente por rocas de piedra caliza de diversos tamaños (de 3 centímetros a 3 metros de largo), fragmentadas a causa de la erosión fluvial que, en su momento, el propio arroyo ejerció sobre estas. Las rocas poseen un color blanquecino (típico de este tipo de piedra), lo que le da el nombre.
 El hecho de que un curso de agua tan pequeño corra sobre un cauce tan grande da vestigio de que durante la última glaciación, gracias a la mayor cantidad de hielo y nieve, este arroyo fue un verdadero río que ocupó todo su actual cauce, pero debido a la desaparición del hielo y al descenso de nieve, este río ha sufrido grandes pérdidas fluviales. Todas estas características son comunes y se repiten en los numerosos ríos y arroyos de la zona.

## Características
El arroyo, desde su comienzo como un correntoso curso de agua bajando rápidamente por la ladera de su sierra madre, hasta su final como un cauce semiseco en un patizal, puede dividirse en tres secciones bien diferenciadas:

### Cursos del arroyo

#### Curso superior
El arroyo comienza con la unión de tres pequeños cursos de agua, mantenidos gracias a la lluvia sobre la cima de la sierra de Comechingones. El nacimiento y los cursos de agua se encuentran totalmente dentro la provincia de San Luis. En la primera parte del curso del arroyo, las aguas fluyen rápidamente, sobre y debido a la empinada pendiente que se formó en la sierra por la acción de las mismas, atravesando un cauce lleno de grandes piedras de caliza, muchas veces desprendidas desde la misma ladera por su propio efecto. El curso superior termina al bajar la ladera de la sierra y llegar a la llanura que se encuentra al oeste. Todo su recorrido se encuentra en San Luis. Su nacimiento por la confluencia de los 3 cursos se haya hacia las coordenadas 32°18′59″S 64°57′39″O / -32.31639, -64.96083 y a 1450 m s. n. m., desde donde desciende drásticamente 350 m en solo 2 km hasta llegar al comienzo del curso medio, a 1100 m s. n. m.